# Криминална антропология
Криминална антропология или антропологична криминология (букв. изучаване на престъпниците и криминално проявените) e поле на профилиране, базирано на възприемането на връзка между природата на престъплението и личността или физическите характеристики и вид на извършителя. Макар да е близка до физиогномиката и френологията, терминът криминална антропология е като цяло свързан с работите на италианска школа по криминология от 19 век (Чезаре Ламброзо, Енрико Фери, Рафаел Гарофало). Ламброзо е смятал, че престъпниците са родени с по-ниски физиологични характеристики, които са видимо забележими и могат да бъдат разпознати. Той популяризира идеята за „родения престъпник“ и смята, че криминалността е атавизъм или онаследявана, или има предиспозиция за това. Неговата централна идея е да се локализира престъплението изцяло в личността и буквално то да бъде отделено от окръжаващите социални условия и структури. Основател на Позитивистична школа на криминологията, Ламброзо следователно се противопоставял на социалния позитивизъм, развит от Чикагска школа и криминология на средата.
|  | Тази страница частично или изцяло представлява превод на страницата Anthropological criminology в Уикипедия на английски. Оригиналният текст, както и този превод, са защитени от Лиценза „Криейтив Комънс – Признание – Споделяне на споделеното“, а за съдържание, създадено преди юни 2009 година – от Лиценза за свободна документация на ГНУ. Прегледайте историята на редакциите на оригиналната страница, както и на преводната страница, за да видите списъка на съавторите. ВАЖНО: Този шаблон се отнася единствено до авторските права върху съдържанието на статията. Добавянето му не отменя изискването да се посочват конкретни източници на твърденията, които да бъдат благонадеждни. |